# Чалей Роуз
Чалей Роуз (англ. Chaley Rose) — американська акторка та співачка. Роуз народилася і виросла в Колумбусі, штат Індіана, а після закінчення середньої школи деякий час жила в Нью-Йорку та Атланті, перш ніж вирушити до Лос-Анджелесу, щоб розпочати акторську кар'єру. У 2013 році, після лише однієї епізодичної ролі, Роуз приєдналася до акторського складу серіалу ABC «Нешвілл» на роль співачки-початківиці Зоуї Далтон. Роуз записала кілька пісень у рамках шоу і в 2014 році разом з іншими акторами вирушила до гастрольного туру.

## Фільмографія
| Рік       | Назва українською | Назва англійською | Роль        | Примітки                                           |
| --------- | ----------------- | ----------------- | ----------- | -------------------------------------------------- |
| 2013      | Керування гнівом  | Anger Management  | Баріста     | Епізод: «Charlie and His New Friend with Benefits» |
| 2013      | 36 святих         | 36 Saints         | Вірсавія    |                                                    |
| 2013-2014 | Нешвілл           | Nashville         | Зоуї Далтон | 27 епізодів                                        |